# Vlag van Kessel (Limburg)

Vlag van de gemeente Kessel
(1979-2010)

De vlag van Kessel is op 1 oktober 1979 vastgesteld als de gemeentelijke vlag van de voormalige Limburgse gemeente Kessel.  Sinds 1 januari 2010 is de vlag niet langer als gemeentevlag in gebruik omdat Kessel opging in de nieuw gevormde gemeente Peel en Maas. De vlag kan als volgt worden beschreven:
Een witte vlag met – geplaatst op de scheiding van broeking en vlucht – een blauwe heraldische lelie als attribuut van de moeder Gods, met gedeeltelijk onder het rode embleem van het gemeentewapen gevormd door 5 rode ruiten, geplaatst 1-3-1, met een hoogte gelijk aan 4/5 van de vlaghoogte en op de middelste ruit, een gele antieke Duitse gravenkroon van 5 bladen en 4 witte parels.
De kleuren zijn ontleend aan het gemeentewapen. Het ruitenkruis staat op de rechterhelft van het gemeentewapen afgebeeld. Het is afkomstig van het geslacht Van Kessel, afstammelingen van de graven van Kessel, die het kruis al sinds 1321 in het wapen voerden. Met dit kruis werd ook gezegeld voor de heerlijkheid Kessel. De blauwe lelie en de kroon verwijzen naar Maria, die op de linkerhelft van het wapen is afgebeeld.
Opmerking: in de heraldiek zijn rechts en links gezien van achter het wapen. Voor de toeschouwer zijn deze verwisseld.

## Verwante afbeeldingen

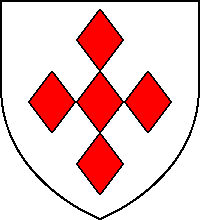
Het wapen van het graafschap Kessel
Het wapen van Kessel
De vlag van Peel en Maas

Ambt Montfort 
· Amby 
· Arcen en Velden 
· Baexem 
· Beegden 
· Belfeld 
· Bemelen 
· Berg en Terblijt 
· Bocholtz 
· Born 
· Broekhuizen 
· Cadier en Keer 
· Echt 
· Eijsden 
· Elsloo 
· Eygelshoven 
· Geleen 
· Grathem 
· Grubbenvorst 
· Haelen 
· Heel 
· Heel en Panheel 
· Heer 
· Helden 
· Herten
· Heythuysen 
· Hoensbroek 
· Horn 
· Horst 
· Hulsberg 
· Hunsel 
· Kessel 
· Klimmen 
· Limbricht 
· Linne 
· Maasbracht 
· Maasbree 
· Margraten 
· Meerlo-Wanssum 
· Meijel 
· Melick en Herkenbosch 
· Montfort 
· Munstergeleen 
· Neer 
· Nieuwenhagen 
· Nieuwstadt 
· Nuth 
· Ohé en Laak 
· Onderbanken 
· Ottersum 
· Posterholt 
· Roggel 
· Roggel en Neer 
· Schaesberg 
· Schinnen 
· Sevenum 
· Sint Odiliënberg 
· Sittard 
· Stevensweert 
· Stramproy 
· Susteren 
· Swalmen 
· Tegelen 
· Thorn 
· Ubach over Worms 
· Ulestraten 
· Urmond 
· Valkenburg-Houthem 
· Vlodrop 
· Wessem 
· Wittem